# Psychosoziale Prozessbegleitung
Die Psychosoziale Prozessbegleitung wurde, zusammen mit einer juristischen Prozessbegleitung, für Opfer von Straftaten mit dem Strafprozessrechtänderungsgesetz 2006 in das österreichische Recht eingeführt. Nach der erfolgreichen Einführung wurde diese psychosoziale Prozessbegleitung mit dem Zweiten Gewaltschutzgesetz (2. GeSchG) auch auf Zivilverfahren ausgedehnt, die auf ein Strafverfahren folgen.

## Aufgaben und Tätigkeit der Psychosoziale Prozessbegleitung
Die Aufgabe der Psychosoziale Prozessbegleitung ist es (§ 66 Abs. 2 StPO):
- das Opfer einer Straftat emotional z. B. durch Gespräche zu unterstützen,
- Vorbereitung des Opfers auf das Gerichtsverfahren und die einzelnen Verfahrensschritte, vor allem auf die eigene Einvernahme beim Strafgericht bzw. Zivilgericht.

Im Gegensatz zum Kinderbeistand und zur Familiengerichtshilfe kann der Prozessbegleiter im Rahmen der Psychosoziale Prozessbegleitung nicht selbst die Aussage eines Kindes verlesen oder die Anhörung eines Kindes vornehmen.
Der Prozessbegleiter wird tätig, im Rahmen:
- eines Strafverfahrens für das Opfer einer Straftat[5],
- eines auf dieses Strafverfahren folgenden Zivilverfahren für das Opfer einer Straftat[6],
- der Rückführung eines Kindes nach dem Haager Kindesentführungsübereinkommen (unabhängig von einem Strafverfahren).[7]

Die Beigabe eines Prozessbegleiters erfolgt formlos auf Antrag eines Opfers durch dieses oder die Obsorgeberechtigten bei minderjährigen Opfern.

## Strafverfahren
Nach § 66 Abs. 2 der Strafprozessordnung (StPO) haben
- Opfer, die durch eine vorsätzlich begangene Straftat Gewalt oder gefährlicher Drohung ausgesetzt, in ihrer sexuellen Integrität und Selbstbestimmung beeinträchtigt oder deren persönliche Abhängigkeit durch eine solche Straftat ausgenützt worden sein könnten,
- der Ehegatte, der eingetragene Partner, der Lebensgefährte, die Verwandten in gerader Linie, der Bruder oder die Schwester und sonstige Unterhaltsberechtigte einer Person, deren Tod durch eine Straftat herbeigeführt worden sein könnte, oder andere Angehörige, die Zeugen der Tat waren,
- Opfer von terroristischer Straftaten (§ 278c StGB)

auf ihr Verlangen das Recht auf eine psychosoziale und juristische Prozessbegleitung, soweit dies zur Wahrung der prozessualen Rechte der Opfer unter größtmöglicher Bedachtnahme auf ihre persönliche Betroffenheit erforderlich ist. Opfern, die in ihrer sexuellen Integrität verletzt worden sein könnten und das vierzehnte Lebensjahr noch nicht vollendet haben, ist jedenfalls psychosoziale Prozessbegleitung zu gewähren.

## Zivilverfahren
Im Zivilprozess hat der Prozessbegleiter die Stellung einer Vertrauensperson (siehe z. B. § 73b Abs. 2 ZPO, für Minderjährige: § 289b Abs. 3 ZPO).
Das Recht auf eine psychosoziale Prozessbegleitung besteht, auf Verlangen eines Opfers einer Straftat auch im Zivilprozess, wenn
- der Gegenstand des Zivilprozesses in sachlichem Zusammenhang mit dem Gegenstand des Strafverfahrens steht und
- soweit dies zur Wahrung der prozessualen Rechte des Opfers unter größtmöglicher Bedachtnahme auf seine persönliche Betroffenheit erforderlich ist (§ 73b Abs. 1 ZPO).

## Prozessbegleiter

### Ausbildung
Prozessbegleiter im Rahmen der Psychosoziale Prozessbegleitung müssen eine psychosoziale Grundausbildung aufweisen sowie ausreichend Praxiserfahrung im Umgang mit Gewaltdelikten und mit Minderjährigen haben. Zusätzlich ist die Absolvierung eines neuntägigen Lehrganges erforderlich.

### Auswahl
Grundsätzlich sind Opfer, sobald ein Ermittlungsverfahren gegen einen bestimmten Beschuldigten geführt wird, von der Kriminalpolizei oder die Staatsanwaltschaft über ihre wesentlichen Rechte zu informieren, soweit nicht dadurch der Zweck der Ermittlungen gefährdet wäre. Es bestehen weitere Ausnahmen (§ 70 Abs. 1 StPO). Ebenso durch das Gericht im Rahmen einer Diversion (§ 206 Abs. 1 StPO).
Prozessbegleiter werden sodann von einer hierfür zugelassenen Opferschutzeinrichtung ausgewählt und die Psychosoziale Prozessbegleitung – ohne Rücksprache mit dem Gericht – gewährt. 2018 wurde in 1650 Fällen in Strafverfahren eine Psychosoziale Prozessbegleitung für minderjährige Opfer zugestanden, 25 Fälle in Zivilverfahren.

### Pflichten eines Prozessbegleiters
Der Prozessbegleiter wurde vom österreichischen Gesetzgeber nicht zur Verschwiegenheit verpflichtet. Diese haben nach § 157 Abs. 1 Ziffer 3 StPO zwar ein Recht, die Aussage zu verweigern über das, was ihnen in dieser Eigenschaft bekannt geworden ist, dies jedoch nicht im Zivilverfahren. Im Zivilverfahren kann somit der Prozessbegleiter zur Aussage gezwungen werden. Dies unterläuft unter Umständen die notwendige Vertrauensgrundlage zwischen Opfer und Prozessbegleiter. Dies kann dazu führen, dass Mitteilungen des Opfers an den Prozessbegleiter im Zivilprozess offengelegt werden müssen, weil den Prozessbegleiter hier eine Aussagepflicht trifft. Ob dies eine planwidrige Lücke ist, ist in der österreichischen Rechtslehre noch nicht geklärt.

### Rechte des Prozessbegleiters im Verfahren
Im Strafverfahren ist die Opferschutzeinrichtung vom Termin der Hauptverhandlung zu informieren (§ 221 Abs. 1 StPO).
Der psychosoziale Prozessbegleiter darf im Zivilverfahren das Opfer auf dessen Wunsch zu allen Verhandlungen und Vernehmungen begleiten. Er ist vom Gericht von diesen Terminen zu verständigen (§ 73b Abs. 2 ZPO).

### Kosten
Die Psychosoziale Prozessbegleitung ist für das Opfer in Straf- und Zivilverfahren kostenlos. Die Kosten werden vorerst von der Opferschutzeinrichtung übernommen, welche diese vom zuständigen Ministerium ersetzt erhält.
Das zuständige Ministerium kann wiederum im Strafverfahren diese Kosten beim Täter bis zum Betrag von 1000 Euro geltend machen, wenn dieser vom Gericht zur Kostenersatzpflicht verurteilt wurde (§ 381 Abs. 1 Zif. 9 iVm Abs. 5a StPO).
Die psychosoziale Prozessbegleitung wird für den Zivilprozess bis zu einem Höchstbetrag von 800 Euro gewährt; genießt das Opfer Verfahrenshilfe, so beträgt der Höchstbetrag 1200 Euro (§ 73b Abs. 1 ZPO). Das Gericht hat nach rechtskräftiger Entscheidung über die Streitsache den Gegner zum Ersatz der für die psychosoziale Prozessbegleitung aufgewendeten Beträge gegenüber dem Bund zu verpflichten, soweit dem Gegner die Kosten des Rechtsstreits auferlegt worden sind oder er sie in einem Vergleich übernommen hat (§ 73b Abs. 2 ZPO).